# Ted Shackelford

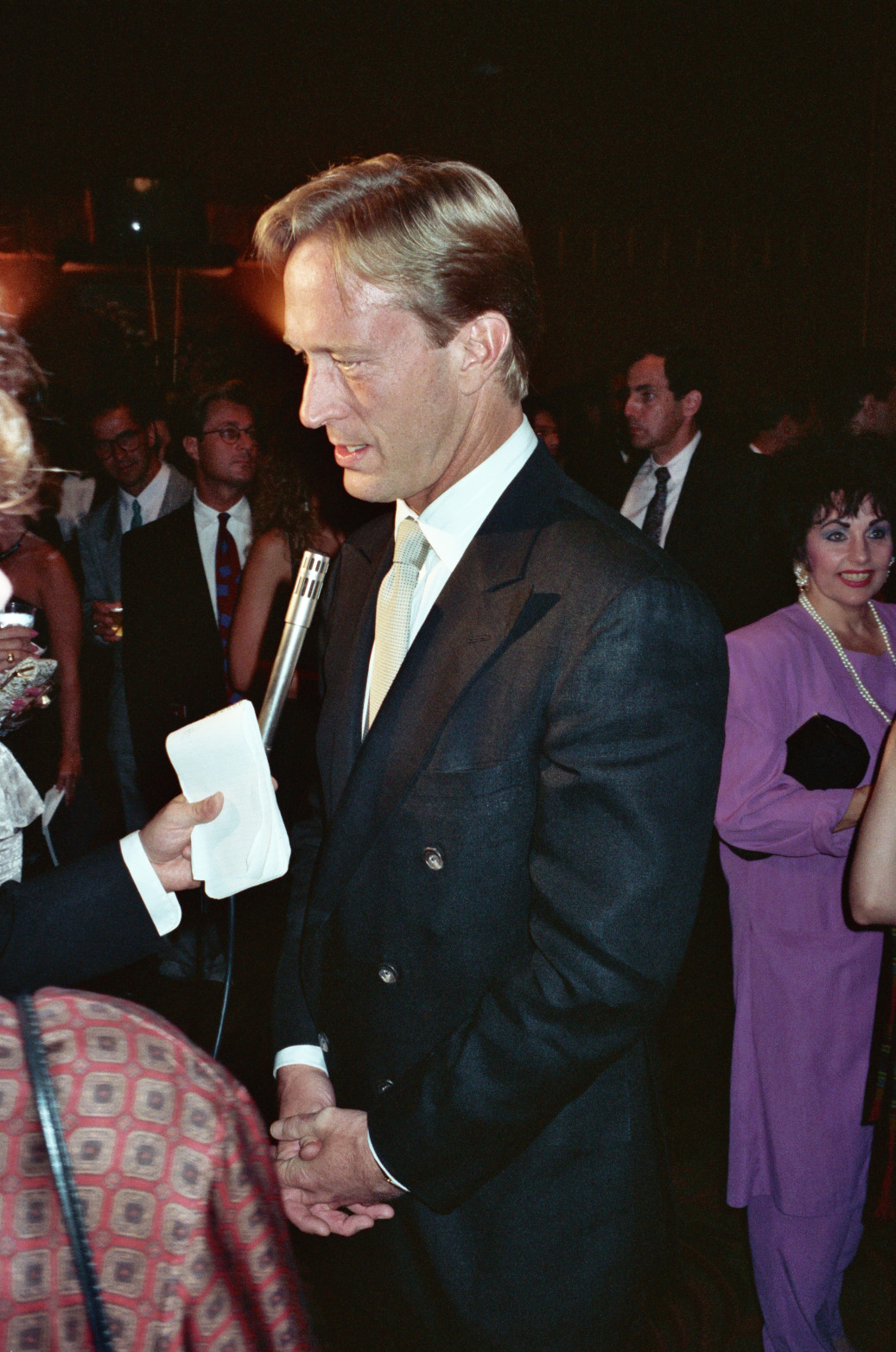
Shackelford in 1990

Ted Shackelford (Oklahoma City, 23 juni 1946) is een Amerikaans acteur.
Shackelford kreeg landelijke bekendheid door zijn rol als Ray Gordon in de soapserie Another World. Hij speelde deze rol tussen 1975 en 1977. Na zijn vertrek uit Another World was hij onder andere te zien in The Fitzpatricks en Wonder Woman. Bij het grote publiek werd hij bekend door zijn rol als Gary Ewing in de dramaserie Knots Landing, een spin-off van Dallas. Shackelford was ook regelmatig in Dallas te zien. Na een hoofdrol in de BBC-serie Space Precinct werd er nog een miniserie over Knots Landing gemaakt, waarin Ted ook te zien was.
De laatste jaren is Shackelford vooral bekend door zijn dubbelrol in de soapserie The Young and the Restless. Tussen februari 2006 en juli 2007 speelde hij de rol van William Bardwell. Sinds augustus 2007 speelt hij Williams tweelingbroer Jeffrey. 